# Mauro Antonioli
Mauro Antonioli (Milano, 27 settembre 1968) è un allenatore di calcio ed ex calciatore italiano, di ruolo centrocampista.

## Carriera

### Giocatore
In carriera ha totalizzato 57 presenze (segnando una rete) in Serie B, tutte con la maglia del Chievo.

### Allenatore
Smessa la carriera da calciatore, Antonioli iniziò ad allenare nella stagione 2004-2005 quando allenò in seconda la squadra del Bellaria. Nel campionato successivo, a livello locale allenò la prima squadra del Verucchio a livello locale per poi rimanere in Emilia-Romagna come vice allenatore del Real Rimini, squadra da non confondersi con l'allora A.C. Rimini 1912. Dal 2011 al 2014, per quattro anni ha allenato la formazione Berretti del Santarcangelo, poi, nella stagione 2014-2015 ha allenato il Bellaria, in Serie D.
Un anno dopo, nella stagione 2015-2016 ha allenato la Ribelle, sempre in Serie D, conducendola a una tranquilla salvezza.
Dall'estate 2016 fino al giugno 2018 allena il Ravenna, prima in Serie D, dove vince il girone e ottiene la promozione in Serie C, e nella stagione successiva un dodicesimo posto.
Nell'estate 2018 accetta di scendere nuovamente in Serie D per allenare la neonata Reggio Audace, erede sportiva della Reggiana. Termina il campionato al terzo posto, anche se in estate verrà ripescata in Serie C non viene confermato.
Il 16 ottobre 2019 subentra all'esonerato Flavio Destro sulla panchina della Fermana militante in Serie C. Viene esonerato dalla società canarina il 6 dicembre 2020.
Il 1º novembre 2021 assume la guida della Sambenedettese, in Serie D, al posto dell'esonerato Massimo Donati, venendo però esonerato dopo appena un mese e mezzo , il 16 dicembre.
Il 28 luglio 2022 viene annunciato come nuovo allenatore dell'Imolese, in Serie C. Viene esonerato il 27 novembre seguente. Il 13 febbraio 2023, dopo l'esonero di Anastasi e l'interim di Sintini, viene richiamato sulla panchina rossoblù ma termina al penultimo posto con sei punti di penalizzazione retrocedendo.
Il 26 settembre 2023, sostituisce Marco Martini alla guida tecnica del Forlì.
Il 19 giugno 2024 il Ravenna, club di Serie D, lo annuncia come nuovo allenatore della prima squadra, a partire dal 1º luglio. Il 23 ottobre seguente, dopo il pareggio in casa dello United Riccione, con la squadra a centro classifica e a meno 11 dalla vetta, viene esonerato.
Il 9 gennaio 2025 sostituisce Aldo Clementi sulla panchina della Vigor Senigallia, club di Serie D. Il 16 maggio seguente la società annuncia di aver raggiunto l'accordo con il tecnico per la risoluzione consensuale del contratto.

## Statistiche

### Statistiche da allenatore
Statistiche aggiornate al 4 maggio 2025. In grassetto le competizioni vinte.
| Stagione        | Squadra          | Campionato      | Campionato | Campionato | Campionato | Campionato | Coppe nazionali | Coppe nazionali | Coppe nazionali | Coppe nazionali | Coppe nazionali | Coppe continentali | Coppe continentali | Coppe continentali | Coppe continentali | Coppe continentali | Altre coppe | Altre coppe | Altre coppe | Altre coppe | Altre coppe | Totale | Totale | Totale | Totale | % Vittorie | Piazzamento              |
| Stagione        | Squadra          | Comp            | G          | V          | N          | P          | Comp            | G               | V               | N               | P               | Comp               | G                  | V                  | N                  | P                  | Comp        | G           | V           | N           | P           | G      | V      | N      | P      | %          | Piazzamento              |
| --------------- | ---------------- | --------------- | ---------- | ---------- | ---------- | ---------- | --------------- | --------------- | --------------- | --------------- | --------------- | ------------------ | ------------------ | ------------------ | ------------------ | ------------------ | ----------- | ----------- | ----------- | ----------- | ----------- | ------ | ------ | ------ | ------ | ---------- | ------------------------ |
| 2009-2010       | Verucchio        | Ecc.            | 32+2       | 5+1        | 10+1       | 17         | CI-Ecc.         | 2               | 1               | 0               | 1               | -                  | -                  | -                  | -                  | -                  | -           | -           | -           | -           | -           | 36     | 7      | 11     | 18     | 19,44      | 16º                      |
| 2014-2015       | Bellaria         | D               | 38         | 14         | 10         | 14         | CI-D            | 1               | 0               | 0               | 1               | -                  | -                  | -                  | -                  | -                  | -           | -           | -           | -           | -           | 39     | 14     | 10     | 15     | 35,90      | 12º                      |
| 2015-2016       | Ribelle          | D               | 38         | 18         | 7          | 13         | CI-D            | 1               | 0               | 0               | 1               | -                  | -                  | -                  | -                  | -                  | -           | -           | -           | -           | -           | 39     | 18     | 7      | 14     | 46,15      | 8º                       |
| 2016-2017       | Ravenna          | D               | 34+4       | 17+1       | 14+2       | 3+1        | CI-D            | 4               | 2               | 2               | 0               | -                  | -                  | -                  | -                  | -                  | -           | -           | -           | -           | -           | 42     | 20     | 18     | 4      | 47,62      | 1º (prom.)               |
| 2017-2018       | Ravenna          | C               | 34         | 12         | 7          | 15         | CI-C            | 3               | 1               | 1               | 1               | -                  | -                  | -                  | -                  | -                  | -           | -           | -           | -           | -           | 37     | 13     | 8      | 16     | 35,14      | 12º                      |
| 2018-2019       | Reggio Audace    | D               | 34+2       | 19+1       | 9          | 6+1        | CI-D            | 3               | 2               | 0               | 1               | -                  | -                  | -                  | -                  | -                  | -           | -           | -           | -           | -           | 39     | 22     | 9      | 8      | 56,41      | 3º                       |
| ott. 2019-2020  | Fermana          | C               | 18         | 6          | 7          | 5          | CI-C            | 1               | 0               | 0               | 1               | -                  | -                  | -                  | -                  | -                  | -           | -           | -           | -           | -           | 19     | 6      | 7      | 6      | 31,58      | Sub. 11º                 |
| set.-dic. 2020  | Fermana          | C               | 13         | 2          | 4          | 7          | -               | -               | -               | -               | -               | -                  | -                  | -                  | -                  | -                  | -           | -           | -           | -           | -           | 13     | 2      | 4      | 7      | 15,38      | Eson.                    |
| Totale Fermana  | Totale Fermana   | Totale Fermana  | 31         | 8          | 11         | 12         |                 | 1               | 0               | 0               | 1               |                    | -                  | -                  | -                  | -                  |             | -           | -           | -           | -           | 32     | 8      | 11     | 13     | 25,00      |                          |
| nov.-dic. 2021  | Sambenedettese   | D               | 7          | 2          | 2          | 3          | CI-D            | 3               | 1               | 1               | 1               | -                  | -                  | -                  | -                  | -                  | -           | -           | -           | -           | -           | 10     | 3      | 3      | 4      | 30,00      | Sub., Eson.              |
| 2022-2023       | Imolese          | C               | 26         | 8          | 6          | 12         | CI-C            | 2               | 1               | 0               | 1               | -                  | -                  | -                  | -                  | -                  | -           | -           | -           | -           | -           | 28     | 9      | 6      | 13     | 32,14      | Eson., Sub., 19º (retr.) |
| set. 2023-2024  | Forlì            | D               | 29         | 15         | 7          | 7          | CI-D            | 1               | 0               | 0               | 1               | -                  | -                  | -                  | -                  | -                  | -           | -           | -           | -           | -           | 30     | 15     | 7      | 8      | 50,00      | Sub., 6º                 |
| lug.-ott. 2024  | Ravenna          | D               | 8          | 4          | 1          | 3          | CI-D            | 1               | 0               | 1               | 0               | -                  | -                  | -                  | -                  | -                  | -           | -           | -           | -           | -           | 9      | 4      | 2      | 3      | 44,44      | Eson.                    |
| Totale Ravenna  | Totale Ravenna   | Totale Ravenna  | 80         | 34         | 24         | 22         |                 | 8               | 3               | 4               | 1               |                    | -                  | -                  | -                  | -                  |             | -           | -           | -           | -           | 88     | 37     | 28     | 23     | 42,05      |                          |
| gen.-giu. 2025  | Vigor Senigallia | D               | 16         | 3          | 8          | 5          | CI-D            | -               | -               | -               | -               | -                  | -                  | -                  | -                  | -                  | -           | -           | -           | -           | -           | 16     | 3      | 8      | 5      | 18,75      | Sub., 10º                |
| Totale carriera | Totale carriera  | Totale carriera | 335        | 128        | 95         | 112        |                 | 22              | 8               | 5               | 9               |                    | -                  | -                  | -                  | -                  |             | -           | -           | -           | -           | 357    | 136    | 100    | 121    | 38,10      |                          |

## Palmarès

### Giocatore
- Campionato italiano Serie C1: 1

Chievo: 1993-1994 (girone A)
- Campionato italiano Serie C2: 2

Varese: 1989-1990 (girone B)
Lumezzane: 1996-1997 (girone A)

### Allenatore

#### Competizioni interregionali
- Serie D: 1

Ravenna: 2016-2017 (girone D)